# Lathromeris cecidomyiiae
Lathromeris cecidomyiiae är en stekelart som beskrevs av Gennaro Viggiani och Laudonia 1994. Lathromeris cecidomyiiae ingår i släktet Lathromeris och familjen hårstrimsteklar.
Artens utbredningsområde är Italien. Inga underarter finns listade i Catalogue of Life.